# Équipe d'Irak de football à la Coupe du monde 1986
L'équipe d'Irak de football participe à la coupe du monde de football de 1986, sa première et unique participation en phase finale. L'Irak est éliminé au premier tour après trois défaites, en inscrivant un but et en encaissant quatre.

## Résumé
L'Irak est le sixième représentant asiatique en phase finale de coupe du monde (précédé par les Indes néerlandaises en 1938, la Corée du Sud en 1954 et 1986, la Corée du Nord en 1966, Israël en 1970, l'Iran en 1978 et le Koweït en 1982). Son parcours en phase finale se solde par trois défaites.

## Qualification
25 équipes se disputent les 2 places en phase finale (l'abandon d'Oman et du Liban les réduit à 23)

### Moyen-Orient
11 équipes pour une place.

#### Premier tour (Groupe 2)
| Rang | Équipe   | Pts | J       | G | N | P | Bp | Bc | Diff |  | Résultats (▼ dom., ► ext.) |     |     |     |
| ---- | -------- | --- | ------- | - | - | - | -- | -- | ---- |  | -------------------------- | --- | --- | --- |
| 1    | Irak     | 6   | 4       | 3 | 0 | 1 | 7  | 6  | +1   |  | Irak                       |     | 2-1 | 2-1 |
| 2    | Qatar    | 4   | 4       | 2 | 0 | 2 | 6  | 3  | +3   |  | Qatar                      | 3-0 |     | 2-0 |
| 3    | Jordanie | 2   | 4       | 1 | 0 | 3 | 3  | 7  | -4   |  | Jordanie                   | 2-3 | 1-0 |     |
| 4    | Liban    |     | forfait |   |   |   |    |    |      |  |                            |     |     |     |

#### Second Tour
| Demi-finale                                                     |                     |   |                     |     |
| 20.09.1985                                                      | Émirats arabes unis | - | Irak                | 2:3 |
| 27.09.1985                                                      | Irak *              | - | Émirats arabes unis | 1:2 |
| Finale                                                          |                     |   |                     |     |
| 15.11.1985                                                      | Syrie               | - | Irak                | 0:0 |
| 29.11.1985                                                      | Irak**              | - | Syrie               | 3:1 |
| Les matchs à domicile de l'Irak se déroulent sur terrain neutre |                     |   |                     |     |

L' Irak est qualifié pour la Coupe du monde.

## Effectif
| Numéro / Nom       | Numéro / Nom                  | Club                    | Date de naissance | J.              | Buts            |                 |                 |                 |
| Gardiens de but    | Gardiens de but               | Gardiens de but         | Gardiens de but   | Gardiens de but | Gardiens de but | Gardiens de but | Gardiens de but | Gardiens de but |
| ------------------ | ----------------------------- | ----------------------- | ----------------- | --------------- | --------------- | --------------- | --------------- | --------------- |
| 1                  | Raad Hammoudi (Capitaine N°1) | Police Club (Bagdad)    | 20.04.1958        | 2               | 0               | 1               | 0               | 0               |
| 20                 | Fatah Nsaief                  | Al Jaish Bagdad         | 02.02.1951        | 1               | 0               | 0               | 0               | 0               |
| 21                 | Ahmad Jassim                  | Al-Karkh SC             | 04.05.1960        | 0               | 0               | 0               | 0               | 0               |
| Défenseurs         |                               |                         |                   |                 |                 |                 |                 |                 |
| 2                  | Maad Ibrahim                  | Al-Karkh SC             | 30.06.1960        | 1               | 0               | 0               | 0               | 0               |
| 3                  | Khalil Allawi (Capitaine N°2) | Al-Karkh SC             | 06.09.1958        | 3               | 0               | 1               | 0               | 0               |
| 4                  | Nadhim Shaker                 | Air Force Club (Bagdad) | 13.04.1958        | 3               | 0               | 1               | 0               | 0               |
| 5                  | Samir Shaker                  | Al-Karkh SC             | 29.02.1958        | 2               | 0               | 2               | 0               | 0               |
| 15                 | Natik Hashim                  | Air Force Club (Bagdad) | 15.01.1960        | 3               | 0               | 1               | 0               | 0               |
| 22                 | Ghanim Oraibi                 | Al-Shabab               | 16.08.1961        | 3               | 0               | 0               | 0               | 0               |
| Milieux de terrain |                               |                         |                   |                 |                 |                 |                 |                 |
| 6                  | Ali Hussein                   | Talaba SC               | 05.05.1961        | 3               | 0               | 0               | 0               | 0               |
| 7                  | Haris Mohammed                | Al-Karkh SC             | 03.03.1958        | 2               | 0               | 1               | 0               | 0               |
| 12                 | Jamal Ali                     | Talaba SC               | 02.02.1956        | 0               | 0               | 0               | 0               | 0               |
| 13                 | Karim Allawi                  | Al-Karkh SC             | 01.04.1960        | 0               | 0               | 0               | 0               | 0               |
| 14                 | Basil Gorgis                  | Al-Shabab               | 06.09.1961        | 2               | 0               | 2               | 1               | 0               |
| 16                 | Shaker Mahmoud                | Al-Shabab               | 05.05.1960        | 1               | 0               | 0               | 0               | 0               |
| 17                 | Anad Abid                     | Al-Karkh SC             | 03.08.1954        | 1               | 0               | 0               | 0               | 0               |
| 18                 | Ismail Mohammed               | Al-Shabab               | 17.04.1962        | 0               | 0               | 0               | 0               | 0               |
| 19                 | Basim Qasim                   | Police Club (Bagdad)    | 22.03.1959        | 2               | 0               | 0               | 0               | 0               |
| Attaquants         |                               |                         |                   |                 |                 |                 |                 |                 |
| 8                  | Ahmed Radhi                   | Al-Karkh SC             | 27.03.1964        | 3               | 1               | 0               | 0               | 0               |
| 9                  | Karim Saddam                  | Al Jaish Bagdad         | 26.05.1960        | 2               | 0               | 1               | 0               | 0               |
| 10                 | Hussein Saeed                 | Talaba SC               | 21.01.1958        | 1               | 0               | 0               | 0               | 0               |
| 11                 | Abdul-Rahim Hamed             | Al Jaish Bagdad         | 23.05.1963        | 3               | 0               | 0               | 0               | 0               |
| Sélectionneur      |                               |                         |                   |                 |                 |                 |                 |                 |
|                    | Evaristo de Macedo            |                         | 22.06.1933        |                 |                 |                 |                 |                 |

## Phase finale

### Premier tour

#### Groupe B
| Classement |          |     |   |   |   |   |    |    |      |
|            | Équipe   | Pts | J | G | N | P | BP | BC | Diff |
| 1          | Mexique  | 5   | 3 | 2 | 1 | 0 | 4  | 2  | +2   |
| 2          | Paraguay | 4   | 3 | 1 | 2 | 0 | 4  | 3  | +1   |
| 3          | Belgique | 3   | 3 | 1 | 1 | 1 | 5  | 5  | 0    |
| 4          | Irak     | 0   | 3 | 0 | 0 | 3 | 1  | 4  | -3   |

| 3 juin  | Mexique  | 2 | 1 | Belgique |
| 4 juin  | Paraguay | 1 | 0 | Irak     |
| 7 juin  | Mexique  | 1 | 1 | Paraguay |
| 8 juin  | Belgique | 2 | 1 | Irak     |
| 11 juin | Belgique | 2 | 2 | Paraguay |
| 11 juin | Mexique  | 1 | 0 | Irak     |

| 4 juin 1986                       | Paraguay   | 1 - 0 | Irak | Estadio Nemesio Díez, Toluca                        |                                                     |
| 12:00 · Historique des rencontres | Romero 35e |       |      | Spectateurs : 25 000 Arbitrage : Edwin Picon-Ackong | Spectateurs : 25 000 Arbitrage : Edwin Picon-Ackong |
| 12:00 · Historique des rencontres | (Rapport)  |       |      | Spectateurs : 25 000 Arbitrage : Edwin Picon-Ackong | Spectateurs : 25 000 Arbitrage : Edwin Picon-Ackong |

| 8 juin 1986                       | Belgique                      | 2 - 1 | Irak      | Estadio Nemesio Díez, Toluca                        |                                                     |
| 12:00 · Historique des rencontres | Scifo 16e · Claesen 19e (pen) |       | Radhi 59e | Spectateurs : 20 000 Arbitrage : Jesús Díaz Palacio | Spectateurs : 20 000 Arbitrage : Jesús Díaz Palacio |
| 12:00 · Historique des rencontres | (Rapport)                     |       |           | Spectateurs : 20 000 Arbitrage : Jesús Díaz Palacio | Spectateurs : 20 000 Arbitrage : Jesús Díaz Palacio |

| 11 juin 1986                      | Mexique      | 1 - 0 | Irak | Estadio Azteca, Mexico                           |                                                  |
| 12:00 · Historique des rencontres | Quirarte 54e |       |      | Spectateurs : 111 000 Arbitrage : Zoran Petrović | Spectateurs : 111 000 Arbitrage : Zoran Petrović |
| 12:00 · Historique des rencontres | (Rapport)    |       |      | Spectateurs : 111 000 Arbitrage : Zoran Petrović | Spectateurs : 111 000 Arbitrage : Zoran Petrović |

## Buteurs
1 but
- Ahmed Radhi